# Лејк Питерсбург (Илиноис)
Лејк Питерсбург (енгл. Lake Petersburg) насељено је место без административног статуса у америчкој савезној држави Илиноис.

## Демографија
По попису из 2010. године број становника је 719.
| Група             | 2000.    | 2010.       |
| Белци             | 0 (0,0%) | 699 (97,2%) |
| Афроамериканци    | 0 (0,0%) | 5 (0,7%)    |
| Азијати           | 0 (0,0%) | 1 (0,1%)    |
| Хиспаноамериканци | 0 (0,0%) | 8 (1,1%)    |
| Укупно            | 0        | 719         |